# Mauritixenus pauliani
Mauritixenus pauliani är en mångfotingart som först beskrevs av Bruno Condé och Jacquemin 1962.  Mauritixenus pauliani ingår i släktet Mauritixenus och familjen penseldubbelfotingar. Inga underarter finns listade i Catalogue of Life.